# Salto triplo
Il salto triplo è una specialità sia maschile che femminile dell'atletica leggera, in cui gli atleti, dopo una rincorsa, raggiungono una zona di battuta da dove effettuano tre balzi consecutivi cercando di atterrare il più lontano possibile.
Il salto triplo fa parte dei salti in estensione come il salto in lungo. Gli elementi principali sono una pedana di rincorsa, una zona di stacco e la fossa che è riempita di sabbia. L'obiettivo è lo stesso del salto in lungo, arrivare il più lontano possibile, ma c'è una grande differenza nell'esecuzione tecnica dopo lo stacco dalla zona di battuta.

## La tecnica

Hop, step e jump

- Rincorsa: l'atleta cerca di raggiungere la massima velocità possibile con la quale effettua il balzo. Non si parla quindi di velocità massimale intesa come un velocista ed è inferiore rispetto alla velocità di entrata di un saltatore in lungo.
- Hop
  - Stacco: attraverso una forte azione dell'arto inferiore (gamba di stacco) l'atleta eleva il suo centro di gravità staccandosi da terra.
  - Volo: è la fase in cui l'atleta non ha contatto con il terreno, mantiene l'equilibrio e con un'azione circolare della gamba di stacco ricade sulla stessa.
- Step
  - Stacco: attraverso una forte azione dell'arto inferiore (gamba di stacco) l'atleta eleva nuovamente il suo centro di gravità.
  - Volo: è la fase in cui l'atleta non ha contatto con il terreno, mantiene l'equilibrio e dopo un'accentuata apertura in volo degli arti inferiori va a contatto con il suolo con la gamba opposta a quella di stacco.
- Jump
  - Stacco: attraverso una forte azione dell'arto inferiore opposto alla gamba di stacco l'atleta eleva per la terza volta il suo centro di gravità.
  - Atterraggio: arrivo il più lontano possibile dalla zona di stacco.

La misurazione avviene dal segno, lasciato nella sabbia, più vicino alla zona di stacco.

## Record

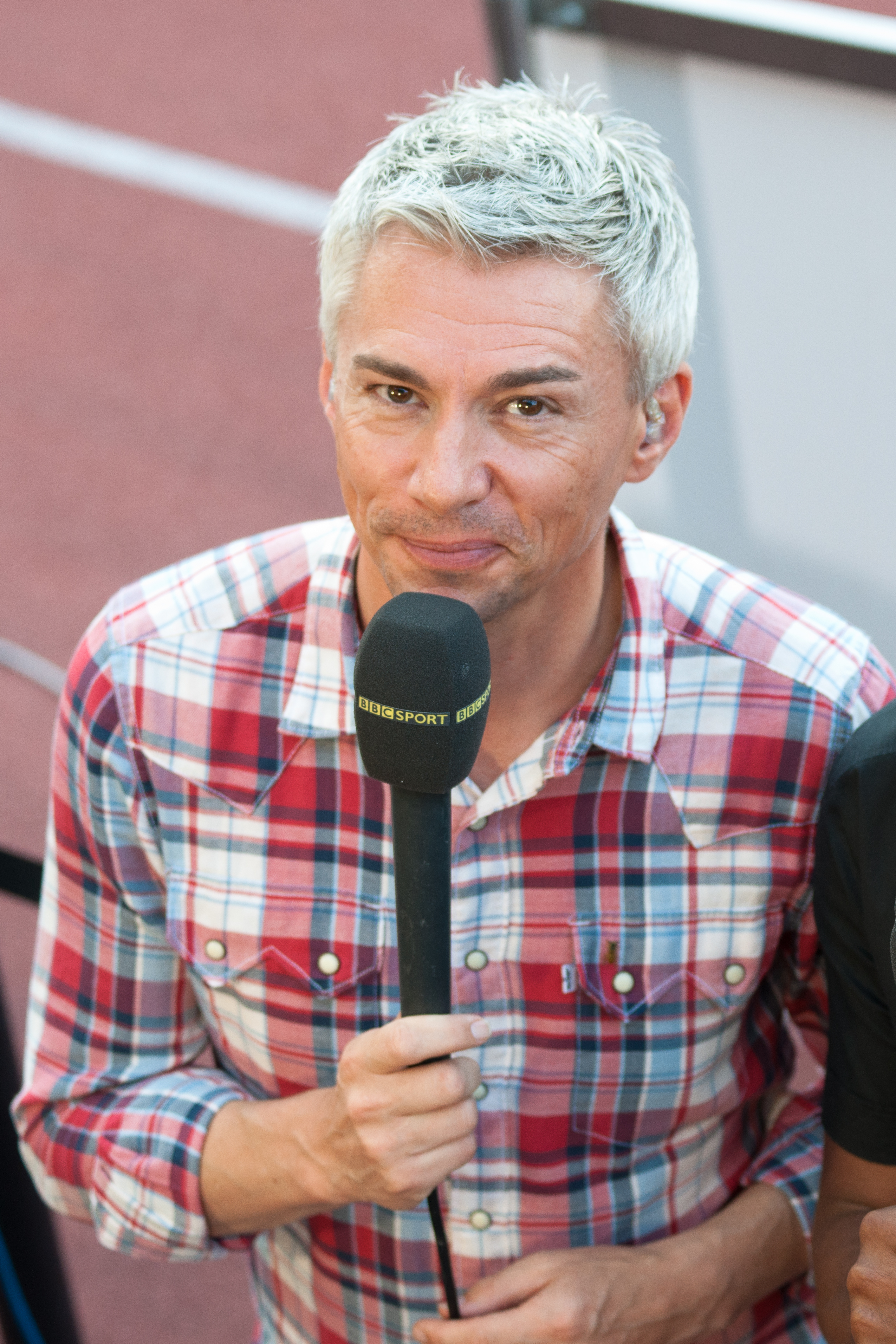
Jonathan Edwards, primatista mondiale di salto triplo

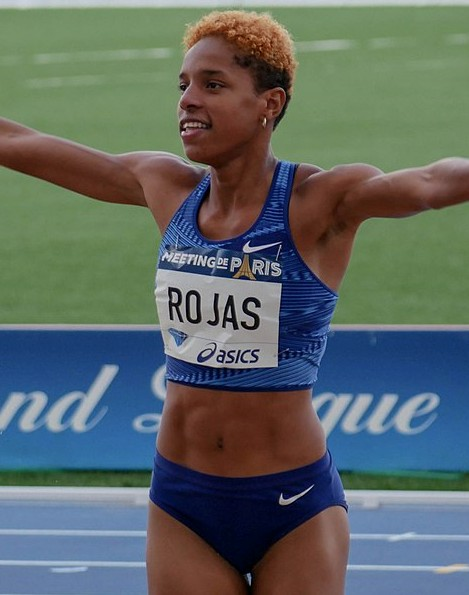
Yulimar Rojas, primatista mondiale della specialità

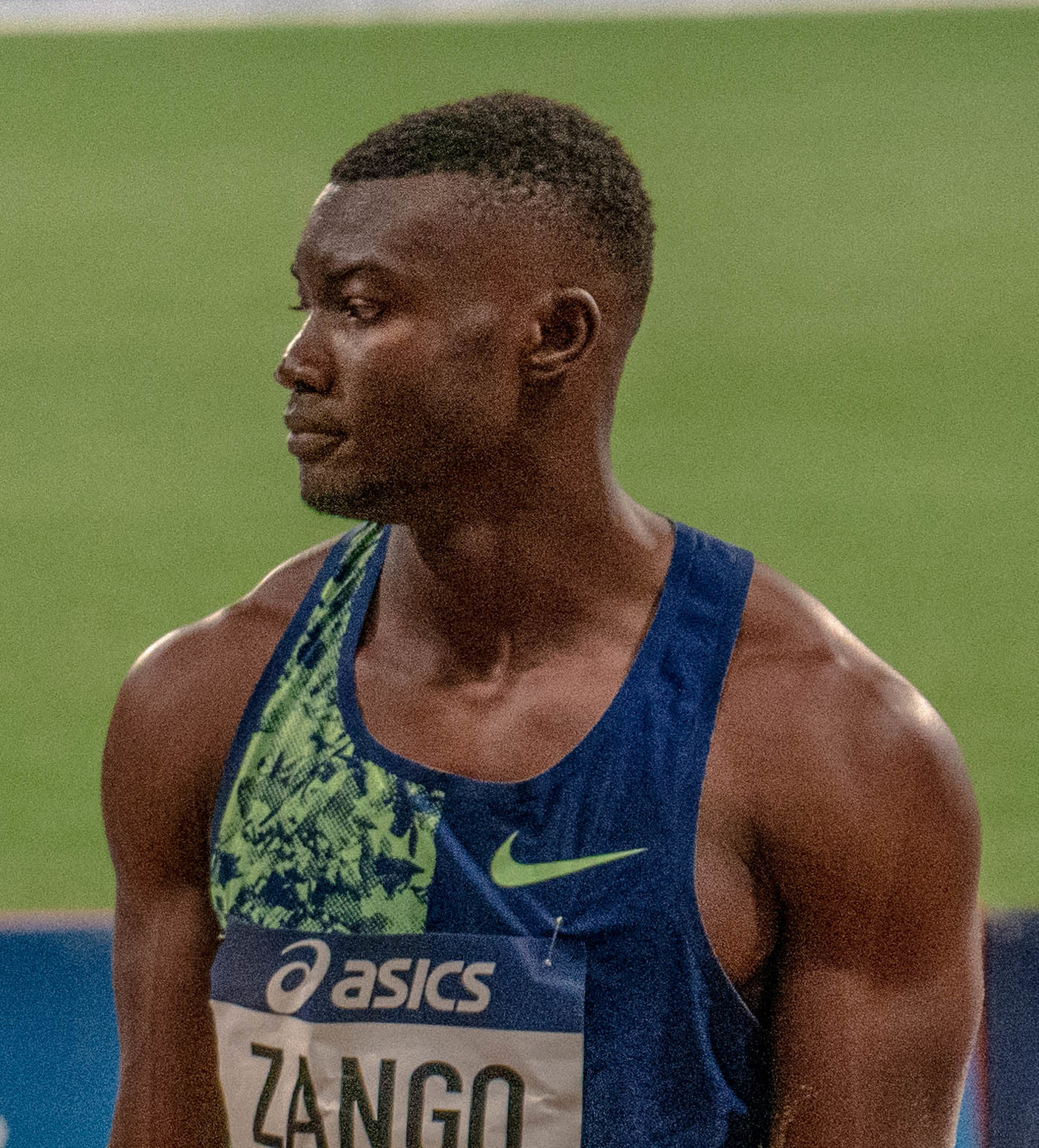
Hugues Fabrice Zango, detentore del primato mondiale indoor

### Maschili
Statistiche aggiornate al 16 gennaio 2021.
|                             | Misura             | Atleta               | Luogo    | Data            |
| --------------------------- | ------------------ | -------------------- | -------- | --------------- |
| Record mondiale             | 18,29 m (+1,3 m/s) | Jonathan Edwards     | Göteborg | 7 agosto 1995   |
| Record olimpico             | 18,09 m (-0,4 m/s) | Kenny Harrison       | Atlanta  | 27 luglio 1996  |
| Record africano             | 18,07 m (i)        | Hugues Fabrice Zango | Aubière  | 16 gennaio 2021 |
| Record asiatico             | 17,59 m (0,0 m/s)  | Li Yanxi             | Jinan    | 26 ottobre 2009 |
| Record europeo              | 18,29 m (+1,3 m/s) | Jonathan Edwards     | Göteborg | 7 agosto 1995   |
| Record nord-centroamericano | 18,21 m (+0,2 m/s) | Christian Taylor     | Pechino  | 27 agosto 2015  |
| Record oceaniano            | 17,46 m (+1,7 m/s) | Ken Lorraway         | Londra   | 7 agosto 1982   |
| Record sudamericano         | 17,90 m (+0,4 m/s) | Jadel Gregório       | Belém    | 20 maggio 2007  |
| Record nazionale            | 17,75 m (+0,9 m/s) | Andy Díaz            | Firenze  | 2 giugno 2023   |

### Femminili
Statistiche aggiornate al 20 marzo 2022.
|                             | Misura             | Atleta                 | Luogo    | Data             |
| --------------------------- | ------------------ | ---------------------- | -------- | ---------------- |
| Record mondiale             | 15,74 m (i)        | Yulimar Rojas          | Belgrado | 20 marzo 2022    |
| Record olimpico             | 15,67 m (+0,7 m/s) | Yulimar Rojas          | Tokyo    | 1º agosto 2021   |
| Record africano             | 15,39 m (+0,5 m/s) | Françoise Mbango Etone | Pechino  | 17 agosto 2008   |
| Record asiatico             | 15,25 m (+1,7 m/s) | Ol'ga Rypakova         | Spalato  | 4 settembre 2010 |
| Record europeo              | 15,50 m (+0,9 m/s) | Inesa Kravec'          | Göteborg | 10 agosto 1995   |
| Record nord-centroamericano | 15,29 m (+0,3 m/s) | Yamilé Aldama          | Roma     | 11 luglio 2003   |
| Record oceaniano            | 14,04 m (+2,0 m/s) | Nicole Mladenis        | Hobart   | 9 marzo 2002     |
| Record oceaniano            | 14,04 m (+1,8 m/s) | Nicole Mladenis        | Perth    | 7 dicembre 2003  |
| Record sudamericano         | 15,74 m (i)        | Yulimar Rojas          | Belgrado | 20 marzo 2022    |
| Record nazionale            | 15,03 m (+1,9 m/s) | Magdelín Martínez      | Roma     | 26 giugno 2004   |

### Maschili indoor
Statistiche aggiornate al 16 gennaio 2021.
|                             | Misura  | Atleta               | Luogo        | Data             |
| --------------------------- | ------- | -------------------- | ------------ | ---------------- |
| Record mondiale             | 18,07 m | Hugues Fabrice Zango | Aubière      | 16 gennaio 2021  |
| Record africano             | 18,07 m | Hugues Fabrice Zango | Aubière      | 16 gennaio 2021  |
| Record asiatico             | 17,41 m | Dong Bin             | Nanchino     | 29 febbraio 2016 |
| Record europeo              | 17,92 m | Teddy Tamgho         | Parigi       | 6 marzo 2011     |
| Record nord-centroamericano | 17,83 m | Aliecer Urrutia      | Sindelfingen | 1º marzo 1997    |
| Record oceaniano            | 17,20 m | Andrew Murphy        | Lisbona      | 9 marzo 2001     |
| Record sudamericano         | 17,56 m | Jadel Gregório       | Mosca        | 12 marzo 2006    |
| Record nazionale            | 17,80 m | Andy Díaz            | Nanchino     | 21 marzo 2025    |

### Femminili indoor
Statistiche aggiornate al 12 marzo 2023.
|                             | Misura  | Atleta            | Luogo       | Data          |
| --------------------------- | ------- | ----------------- | ----------- | ------------- |
| Record mondiale             | 15,74 m | Yulimar Rojas     | Belgrado    | 20 marzo 2022 |
| Record africano             | 14,90 m | Yamilé Aldama     | Budapest    | 6 marzo 2004  |
| Record asiatico             | 15,14 m | Ol'ga Rypakova    | Doha        | 13 marzo 2010 |
| Record europeo              | 15,36 m | Tat'jana Lebedeva | Budapest    | 6 marzo 2004  |
| Record nord-centroamericano | 15,12 m | Jasmine Moore     | Albuquerque | 11 marzo 2023 |
| Record oceaniano            | 13,31 m | Nicole Mladenis   | Budapest    | 5 marzo 2004  |
| Record sudamericano         | 15,74 m | Yulimar Rojas     | Belgrado    | 20 marzo 2022 |
| Record nazionale            | 14,81 m | Magdelín Martínez | Budapest    | 5 marzo 2004  |

Legenda:
: record mondiale
: record olimpico
: record africano
: record asiatico
: record europeo
: record nord-centroamericano e caraibico
: record oceaniano
: record sudamericano
: record italiano

## Migliori atleti

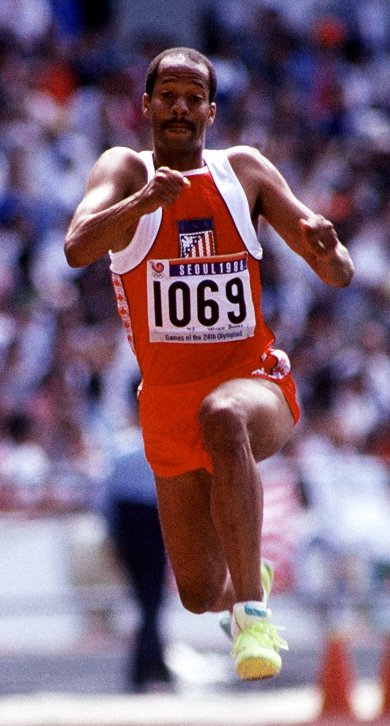
Il triplista Willie Banks ai Giochi olimpici di

### Maschili outdoor
Statistiche aggiornate al 30 settembre 2024.
|    | Misura             | Atleta           | Luogo        | Data           |
| -- | ------------------ | ---------------- | ------------ | -------------- |
| 1. | 18,29 m (+1,3 m/s) | Jonathan Edwards | Göteborg     | 7 agosto 1995  |
| 2. | 18,21 m (+0,2 m/s) | Christian Taylor | Pechino      | 27 agosto 2015 |
| 3. | 18,18 m (-0,3 m/s) | Jordan Díaz      | Roma         | 11 giugno 2024 |
| 4. | 18,14 m (+0,4 m/s) | Will Claye       | Long Beach   | 13 giugno 2019 |
| 5. | 18,09 m (-0,4 m/s) | Kenny Harrison   | Atlanta      | 27 luglio 1996 |
| 6. | 18,08 m (0,0 m/s)  | Pedro Pichardo   | L'Avana      | 28 maggio 2015 |
| 7. | 18,04 m (+0,3 m/s) | Teddy Tamgho     | Mosca        | 18 agosto 2013 |
| 8. | 17,97 m (+1,5 m/s) | Willie Banks     | Indianapolis | 16 giugno 1985 |
| 9. | 17,92 m (+1,6 m/s) | Hristo Markov    | Roma         | 31 agosto 1987 |
| 9. | 17,92 m (+1,9 m/s) | James Beckford   | Odessa       | 20 maggio 1995 |

### Femminili outdoor
Statistiche aggiornate al 1º agosto 2021.
|     | Misura             | Atleta                 | Luogo    | Data              |
| --- | ------------------ | ---------------------- | -------- | ----------------- |
| 1.  | 15,67 m (+0,7 m/s) | Yulimar Rojas          | Tokyo    | 1º agosto 2021    |
| 2.  | 15,50 m (+0,9 m/s) | Inesa Kravec'          | Göteborg | 10 agosto 1995    |
| 3.  | 15,39 m (+0,5 m/s) | Françoise Mbango Etone | Pechino  | 17 agosto 2008    |
| 4.  | 15,34 m (-0,5 m/s) | Tat'jana Lebedeva      | Candia   | 4 luglio 2004     |
| 5.  | 15,32 m (+0,9 m/s) | Chrysopīgī Devetzī     | Atene    | 21 agosto 2004    |
| 6.  | 15,31 m (0,0 m/s)  | Caterine Ibargüen      | Monaco   | 18 luglio 2014    |
| 7.  | 15,29 m (+0,3 m/s) | Yamilé Aldama          | Roma     | 11 luglio 2003    |
| 8.  | 15,28 m (+0,9 m/s) | Yargelis Savigne       | Osaka    | 31 agosto 2007    |
| 9.  | 15,25 m (+1,7 m/s) | Ol'ga Rypakova         | Spalato  | 4 settembre 2010  |
| 10. | 15,20 m (0,0 m/s)  | Šárka Kašpárková       | Atene    | 4 agosto 1997     |
| 10. | 15,20 m (-0,3 m/s) | Tereza Marinova        | Sydney   | 24 settembre 2000 |

### Maschili indoor
Statistiche aggiornate al 21 marzo 2025.
|     | Misura  | Atleta               | Luogo        | Data             |
| --- | ------- | -------------------- | ------------ | ---------------- |
| 1.  | 18,07 m | Hugues Fabrice Zango | Aubière      | 16 gennaio 2021  |
| 2.  | 17,92 m | Teddy Tamgho         | Parigi       | 6 marzo 2011     |
| 3.  | 17,83 m | Aliecer Urrutia      | Sindelfingen | 1º marzo 1997    |
| 3.  | 17,83 m | Christian Olsson     | Budapest     | 7 marzo 2004     |
| 5.  | 17,80 m | Andy Díaz            | Nanchino     | 21 marzo 2025    |
| 6.  | 17,77 m | Leonid Vološin       | Grenoble     | 6 febbraio 1994  |
| 7.  | 17,76 m | Mike Conley          | New York     | 27 febbraio 1987 |
| 8.  | 17,75 m | Phillips Idowu       | Valencia     | 9 marzo 2008     |
| 9.  | 17,74 m | Marian Oprea         | Bucarest     | 18 febbraio 2006 |
| 10. | 17,73 m | Walter Davis         | Mosca        | 12 marzo 2006    |
| 10. | 17,73 m | Fabrizio Donato      | Parigi       | 6 marzo 2011     |

### Femminili indoor
Statistiche aggiornate al 12 marzo 2023.
|     | Misura  | Atleta            | Luogo       | Data             |
| --- | ------- | ----------------- | ----------- | ---------------- |
| 1.  | 15,74 m | Yulimar Rojas     | Belgrado    | 20 marzo 2022    |
| 2.  | 15,36 m | Tat'jana Lebedeva | Budapest    | 6 marzo 2004     |
| 3.  | 15,16 m | Ashia Hansen      | Valencia    | 28 febbraio 1998 |
| 4.  | 15,14 m | Ol'ga Rypakova    | Doha        | 13 marzo 2010    |
| 5.  | 15,12 m | Jasmine Moore     | Albuquerque | 11 marzo 2023    |
| 6.  | 15,08 m | Marija Šestak     | Atene       | 13 febbraio 2008 |
| 7.  | 15,05 m | Yargelis Savigne  | Valencia    | 8 marzo 2008     |
| 8.  | 15,03 m | Iolanda Čen       | Barcellona  | 11 marzo 1995    |
| 9.  | 15,01 m | Inna Lasovskaja   | Parigi      | 8 marzo 1997     |
| 10. | 14,94 m | Iva Prandževa     | Maebashi    | 7 marzo 1999     |
| 10. | 14,94 m | Cristina Nicolau  | Bucarest    | 6 febbraio 2000  |
| 10. | 14,94 m | Oksana Udmurtova  | Tartu       | 20 febbraio 2008 |